# Produktywność systemu słowotwórczego polszczyzny
Produktywność systemu słowotwórczego polszczyzny – łączna liczba wszystkich neologizmów słowotwórczych utworzonych w danym czasie na gruncie języka polskiego za pomocą określonych afiksów, afiksoidów i członów złożeń oraz innych formantów.
Można je precyzyjnie scharakteryzować ze względu na liczbę struktur z danym wykładnikiem, funkcje pełnione przez środki sygnalizujące relację motywacji czy kategorie słowotwórcze reprezentowane przez nowe wyrazy pochodne. Trudnościami w jednolitym przedstawieniu produktywności słowotwórstwa języka polskiego są jednak takie czynniki, jak: zróżnicowanie okresów branych pod uwagę w opracowaniach, nierówny stopień zaawansowania badań nad poszczególnymi etapami, nieuwzględnianie wszystkich części mowy i wyrazów obcego lub rodzimego pochodzenia w niektórych z publikacji, niestosowanie wielu możliwych do wykorzystania punktów widzenia (np. perspektywy funkcjonalnej, semantycznej, tematycznej), a także niekonsekwentne podawanie dokładnych danych liczbowych przez część językoznawców.

## Produktywność systemu słowotwórczego polszczyzny w dobie staropolskiej
W dobie staropolskiej bardzo produktywne były sufiksy -ca, -acz, -iciel, -ec, -nik, -isty, -ski/-skie, które tworzyły nowe nazwy wykonawców czynności. Pojawiły się ponadto wówczas pierwsze formanty zapożyczone (ściślej: wyabstrahowane z wyrazów obcego pochodzenia), czyli przyrostki -arz, -erz, -unek, -ulec. W zakresie nazw osobowych tworzono dużo imion dwuczłonowych upamiętniających życzenia rodziców pod adresem nowo narodzonego dziecka lub okoliczności jego narodzin, a także nie mniej imion przezwiskowych; w użyciu pozostawały też imiona imiesłowowe i patronimiczne. Szerzyły się poza tym zdrobnienia z przyrostkami -ch, -ech, -ich, -och, -sz, -esz, -isz, -osz, -usz, -ysz, -ek, -ko, -ik, -yk,- ak, -ina, -yna, -on, -oń, -ota, -uta i innymi. Powstało także wiele nazw miesięcy tworzonych od zjawisk przyrodniczych lub prac rolniczych.

## Produktywność systemu słowotwórczego polszczyzny w dobie średniopolskiej
W dobie średniopolskiej sufiks -erz zmniejszył swoją produktywność, przyrostki -ec, ca, -acz, -ak, -ciel, -nik, -ownik, -ość zintensyfikowały natomiast swoją aktywność derywacyjną. Z semantycznego punktu widzenia neologizmy słowotwórcze tworzone za pomocą wymienionych ekspansywnych formantów reprezentowały nazwy wykonawców czynności, w tym nazwy zawodowe z wykładnikiem -nik, oraz nazwy abstrakcyjne. Tworzono ponadto wiele nowych zdrobnień. W zakresie derywacji przymiotnikowej bardzo produktywny był przyrostek -n(y), niewiele mniej formanty -liw(y) i -sk(i). Neologizmy czasownikowe zawierały z kolei rozmaite przedrostki. Jeśli chodzi o nowe przysłówki, bardzo aktywny w ich tworzeniu był sufiks -e. Przejawem wpływów innych języków na polski system derywacyjny stanowiło tworzenie (zwłaszcza w poezji) derywatów złożonych, które odzwierciedlały strukturę złożeń funkcjonujących w językach klasycznych.

## Produktywność systemu słowotwórczego polszczyzny w dobie nowopolskiej
W dobie nowopolskiej nastąpił wzrost produktywności derywacji paradygmatycznej oraz mazowieckich przyrostków -ak (kosztem dawnych form na -ę) i -iwać, -ywać (kosztem starych form na -ować i -awać), spadła natomiast aktywność bardzo żywotnych we wcześniejszym okresie sufiksów -ak, -ca, -nik, -acz. Zdecydowanie nasiliło się także zjawisko tworzenia nowych skrótowców.

## Produktywność systemu słowotwórczego polszczyzny w międzywojniu
W dwudziestoleciu międzywojennym rozpoczęła się znaczna część zjawisk słowotwórczych, które przybrały jeszcze bardziej na sile po drugiej wojnie światowej lub po transformacji ustrojowej. Należą do nich takie procesy, jak: ekspansja skrótowców, wykorzystywanie nazwisk jako podstaw słowotwórczych, tworzenie licznych nazw żeńskich, internacjonalizacja przejawiająca się w produktywności obcych prefiksów i członów złożeń, a także rozpowszechnienie się słowotwórstwa hybrydalnego.

## Produktywność systemu słowotwórczego polszczyzny w powojennym 30-leciu
W pewnością w powojennym trzydziestoleciu powstało co najmniej 1700 neologizmów słowotwórczych, choć niektórzy badacze wskazują nawet na 5000 lub prawie 6000 takich wyrazów. Największą klasę stanowiły wśród nich rzeczowniki (67%), średnią – przymiotniki (24%), a najmniejszą – czasowniki (9%). W grupie nowych derywatów substantywnych derywaty proste, które odpowiadały za 85% wyrazów, przeważały nad  złożonymi, obejmującymi 12% leksemów, a dopełniały je słowa powstałe od wyrażeń syntaktycznych stanowiące prawie 3% materiału. W pierwszym z wymienionych zbiorów znalazły się formacje sufiksalne (93%), prefiksalne (3%), paradygmatyczne (3%), ujemne i cyrkumfiksalne (mniej niż 1%); w drugim – konstrukcje interfiksalne (64%), interfiksalno-paradygmatyczne (17%), bezafiksalne (15%), interfiksalno-sufiksalne (4%). Najbardziej produktywnymi rzeczownikowymi przyrostkami były w tym okresie sufiksy -anie, -(ow’)ec, -nia, -ka. Co do utworzonych w powojennym trzydziestoleciu przymiotnikowych wyrazów pochodnych, 64% z nich stanowiły derywaty proste, 24% – złożenia, a 12% – leksemy powstałe od wyrażeń syntaktycznych. W pierwszej grupie wystąpiły struktury sufiksalne (89%), paradygmatyczne (9%), prefiksalno-sufiksalne (1%) i prefiksalne (1%), a w drugiej z nich – interfiksalno-sufiksalne (57%), interfiksalne (37%), interfiksalno-paradygmatyczne (6%). Czasownikowe neologizmy słowotwórcze pochodzące z tego czasu można podzielić z kolei na derywaty paradygmatyczne (40%), prefiksalno-paradygmatyczne (35%), prefiksalne (23%) i sufiksalne (2%). Dla opisywanego okresu charakterystyczne były takie trendy rozwojowe, jak: tendencja do skrótu, tendencja do ekonomiczności, a także powstawanie formantów złożonych, pojawianie się nowych wykładników dawnych kategorii słowotwórczych, specjalizacja semantyczna i stylistyczna, generalizacja, rozszerzenie łączliwości formantów, tworzenie serii, działanie analogii, zapożyczenia wewnętrzne i upowszechnienie formantów obcych.

## Produktywność systemu słowotwórczego polszczyzny w latach 70. XX wieku
W prasie z lat 1976–1977 powstało 1795 neologizmów słowotwórczych. 60% reprezentowało rzeczowniki, 35% – przymiotniki, 3% – czasowniki, a 2% – przysłówki. W obrębie nowych rzeczowników motywowanych wystąpiły zarówno derywaty proste (81%), jak i derywaty złożone (19%), przy czym wśród tych pierwszych struktury sufiksalne (58%) dominowały nad konstrukcjami prefiksalnymi (42%), a w drugiej grupie – złożenia interfiksalne (60%) przeważały nad złożeniami bezafiksalnymi (40%). Najbardziej produktywnymi sufiksami rzeczownikowymi były w tym czasie przyrostki -(ow’)ec, -(-ów)ka, -anie, -enie, -arz (-arka), -acja, -ość, -acz (-aczka), -ista (-istka), -stwo, -izm, a członami złożeń – cząstki mini-, mikro- i super-. Nazwy abstrakcyjne reprezentowało 47% substantywnych neologizmów słowotwórczych, nazwy atrybutywne – 27%, a nazwy agentywne – 26%; te pierwsze cechowały się ponadto dużym udziałem nazw kierunków politycznych, społecznych i artystycznych oraz specjalności naukowych, zawodowych i sportowych. Wśród utworzonych w opisywanym okresie przymiotników motywowanych znalazły się struktury sufiksalne (32%), prefiksalne (22%), prefiksalno-sufiksalne (3%), powstałe od wyrażeń przyimkowych (13%), a także formacje złożone (30%). Zróżnicowanie nowych czasowników pochodnych przedstawiało się z kolei tak, że 48% wyrazów obejmowały struktury prefiksalno-sufiksalne, 26% – sufiksalne, 21% – prefiksalne, a 5% – złożone. Produktywność słowotwórstwa języka polskiego w latach 1976–1977 można zatem scharakteryzować jako tworzenie przede wszystkim rzeczownikowych prostych derywatów sufiksalnych i złożonych derywatów interfiksalnych, które oznaczały zasadniczo szeroko rozumiane nazwy abstrakcyjne. Badań dotyczących lat 1970–1975 oraz 1977–1980 dotychczas nie przeprowadzono.

## Produktywność systemu słowotwórczego polszczyzny pod koniec XX wieku
Liczbę neologizmów słowotwórczych utworzonych w latach 1989–2000 szacuje się na 2 470, a w okresie 1985–2005 – na ok. 5 000 (w tym drugim przypadku są to tylko rzeczowniki, w tym ponad 3 500 zawierających element obcy). Największy zbiór stanowiły wśród nich rzeczowniki (75%), średni – przymiotniki (9%), a najmniejszy – czasowniki (6%). W klasie nowych derywatów substantywnych derywaty proste, które obejmowały 65% wyrazów, dominowały nad  złożonymi, odpowiadającymi za 35% leksemów, a dopełniały je słowa powstałe od wyrażeń syntaktycznych stanowiące prawie 1% materiału. W pierwszej ze wspomnianych grup znalazły się formacje sufiksalne (86%), ujemne (5%), prefiksalne (4%), paradygmatyczne (4%), prefiksalno-sufiksalne (1%); w drugiej – konstrukcje bezafiksalne (41%), interfiksalne (30%), prefiksoidalne (22%),  interfiksalno-sufiksalne (4%) i interfiksalno-paradygmatyczne (3%); a w trzeciej –  struktury sufiksalne (43%), paradygmatyczne (35%) i bezafiksalne (22%). Najbardziej produktywnymi rzeczownikowymi sufiksami słowotwórczymi były w tym czasie przyrostki -anie, -(ow’ec), -ość, -ka, -izacja, -ista, -izm, prefiksami – przedrostki anty-, super-, a członami złożeń – cząstki euro-II, mini-, cyber-. Jeśli chodzi o utworzone w opisywanym okresie przymiotniki, 62% stanowiły derywaty proste, 30% – złożenia, a 8% – wyrazy pochodne od wyrażeń syntaktycznych. W pierwszej klasie wystąpiły konstrukcje sufiksalne (83%), prefiksalne (9%), prefiksalno-sufiksalne (7%) i paradygmatyczne (prawie 1%); w drugiej – formacje interfiksalno-sufiksalne (56%), interfiksalne (20%), prefiksoidalne (13%), interfiksalno-paradygmatyczne (4%), prefiksalno-sufiksalne (4%) i bezafiksalne (3%). Do najbardziej produktywnych przymiotnikowych przyrostków słowotwórczych należały sufiksy -owy, -ski, -ny. Wreszcie werbalne neologizmy słowotwórcze pochodzące z tego czasu można podzielić na derywaty prefiksalne (43%), paradygmatyczne (36%), prefiksalno-paradygmatyczne (11%) i sufiksalne (10%). Ponadto większą niż wcześniej część podstaw słowotwórczych stanowiły zapożyczenia, skrótowce i nazwiska. Drugi i najważniejszy trend stanowiła tendencja do internacjonalizacji, która przejawiała się w pięciu typach zjawisk językowych: adaptacji zapożyczeń przez wzbogacanie systemu derywacyjnego polszczyzny o nowe podstawy i formanty, wpływie zapożyczeń na aktywność rodzimych i obcych morfemów słowotwórczych, wyodrębnianiu się uszczegółowionych znaczeń w obcych cząstkach słowotwórczych, zwiększonej roli kompozycji, a także w rozszerzeniu zakresu struktur hybrydalnych. Poza tym zwiększyła się liczba złożeń kosztem derywatów prostych i udział niesufiksalnych technik derywacyjnych: derywacji prefiksalnej, paradygmatycznej i ujemnej – kosztem sufiksacji. O wiele powszechniejsze niż wcześniej stały się też formanty niepowodujące alternacji morfonologicznych oraz bezafiksalne połączenia tematów słowotwórczych, często zdezintegrowanych, w obrębie złożeń.

## Produktywność systemu słowotwórczego w pierwszych dwóch dekadach XXI w.

### Produktywność systemu słowotwórczego polszczyzny w języku ogólnym
Dwie pierwsze dekady XXI wieku przyniosły kolejne 1117 neologizmów słowotwórczych. Największą klasą funkcjonalną były wśród nich rzeczowniki, średnią – czasowniki, a najmniejszą – przymiotniki. W zbiorze nowych rzeczowników motywowanych derywaty proste, które odpowiadały za 63% wyrazów, przeważały nad złożeniami, obejmującymi 37% zebranych formacji. W pierwszej ze wspomnianych grup znalazły się derywaty sufiksalne (92%), prefiksalne (3%), paradygmatyczne (3%) oraz prefiksalno-sufiksalne (2%), a w drugiej z nich – struktury bezafiksalne (51%), interfiksalne (32%), prefiksoidalne (11%), interfiksalno-sufiksalne (4%) oraz interfiksalno-paradygmatyczne (2%). Najbardziej produktywnymi rzeczownikowymi formantami słowotwórczymi były w tym czasie sufiksy -ka, -(ów)ka, -(ow’)ec, -er, -ista, -ik, -ak, -owicz, a członami złożeń – cząstki e-, -mat, cyber-, -bus, eko-, euro-. Ponadto w neologizmach słowotwórczych z lat 2000–2022 swoje odzwierciedlenie znalazły takie trendy rozwojowe polskiego słowotwórstwa, jak tendencja do skrótu, precyzji, internacjonalizacji i eksploatowania rzadkich podstaw słowotwórczych. Pierwsza z nich przejawiła się w uniwerbizacji za pomocą sufiksów -(ów)ka, -(ow’)ec oraz -ak, powoływaniu do życia struktur  o skondensowanym  znaczeniu  z przyrostkami  -oza  i  -izm,  a także  posługiwaniu  się formantami  niepowodującymi  alternacji morfonologicznych. Działanie tendencji do precyzji polegało z kolei na wykorzystywaniu przyrostków wyrazistych pod względem funkcjonalnym, np. -anin, -arium, -nia, -izacja // -yzacja, -oza. Trzeci trend uwidocznił się między innymi w używaniu afiksów obcego pochodzenia. Wreszcie tendencja do eksploatowania rzadkich podstaw słowotwórczych zaznaczyła swój wpływ przez wykorzystywanie nazw własnych i skrótowców w funkcji baz derywacyjnych. Jak zatem widać, również na początku XXI stulecia do charakterystycznych cech struktury produktywności polskiego systemu derywacyjnego należały takie właściwości, jak: dominacja derywatów prostych, struktur sufiksalnych i złożeń bezafiksalnych.

### Produktywność systemu słowotwórczego w mediach społecznościowych
Aktywność systemu derywacyjnego współczesnego języka polskiego zaznaczyła się w tym okresie również w mediach społecznościowych. Mówiąc ściślej, w latach 2013–2018 w komentarzach na Facebooku utworzono kilkaset neologizmów słowotwórczych. Wśród rzeczownikowych derywatów prostych znalazły się formacje prefiksalne, sufiksalne, ujemne, paradygmatyczne, alternacyjne, a w grupie złożeń – konstrukcje interfiksalne, interfiksalno-sufiksalne, interfiksalno-paradygmatyczne, a także zrosty i kontaminacje, przy czym pod względem ilościowym dominowały struktury sufiksalne. Powstałe wówczas motywowane przymiotniki proste reprezentowały z kolei wyrazy derywaty prefiksalne, sufiksalne, ujemne, paradygmatyczne i alternacyjne, a złożone – composita właściwe i zrosty, kontaminacje. Najbardziej produktywnymi przyrostkami były w tym czasie formanty rzeczownikowe -ka, -ak, -anie, -ica/-yca oraz przymiotnikowe -owy, -ski, -ny. Charakterystyczne cechy nowych wyrazów podzielnych pochodzących z tego okresu stanowiły występowanie sufiksów typowych dla derywatów ekspresywnych oraz polszczyzny potocznej i socjolektów, duża liczba afiksów obcych, znaczny udział leksemów odnoszących się bezpośrednio do Internetu, ucięcia (towarzyszące sufiksacji), aktywność słowotwórcza imion i nazwisk oraz istnienie dubletów słowotwórczych. Poza tym do tendencji panujących w słowotwórstwie medialnym, a ściślej: w komentarzach na Facebooku, w latach 2013–2018 należały: skrótowość, hybrydyzacja, ekspresja i doraźność.